# Parque nacional de Kamuku
El Parque nacional de Kamuku (en inglés: Kamuku National Park) es un parque nacional en el país africano de Nigeria, en el estado de Kaduna, que posee una superficie total de unos 1120 kilómetros cuadrados. El parque cuenta con una típica sabana ecológica sudanesa.
El parque está situado en el oeste del estado de Kaduna, y es adyacente a la Reserva de Caza Kwiambana hacia el noroeste. Fue establecido en 1936 como Reserva Forestal de autoridad nativa Birnin Gwari bajo el gobierno de Nigeria del Norte. Fue elevado desde la categoría de Reserva de Caza del estado a un parque nacional en mayo de 1999.